# 鐮刀龍屬
鐮刀龍屬（屬名：拉丁語：）是一類生活於亞洲晚白垩纪（約7,000萬年前）的巨型鐮刀龍科恐龍，化石出土於現今的耐梅蓋特層。本屬僅包含一個承認種，即龜型鐮刀龍（T. cheloniformis）。鐮刀龍的化石最初於1948年由野外考察隊在蒙古戈壁沙漠發現，並於1954年由古生物學家葉夫根尼·馬列夫正式描述。該屬目前僅依據少量骨骼化石而為人所知，其中最著名的是體型巨大的前肢指爪（爪骨），這也是其名稱的由來。自1960年代至1980年代，陸續出土了包含前後肢骨骼的額外標本。
鐮刀龍是鐮刀龍科體型最大的成員之一，體長可達9–10米，身高約4–5米，體重可能超過5公噸。與其他鐮刀龍科恐龍相似，它行動緩慢，擁有細長的頸部，適合取食高處的植被；具有角質喙和寬大的軀幹，以利大量植物的消化。前肢尤為發達，具有三根手指，指爪與近緣種相比更加細長且僵直，僅末端略微彎曲。鐮刀龍擁有已知陸生動物中最長的手指爪，長度可超過50公分。其後肢末端有四個能承重的功能趾，與大多數獸腳類不同，其中第一趾並未退化為狼爪，而是更接近遠緣的蜥腳形類恐龍。
由於最初缺乏完整標本與近緣種的比較，鐮刀龍的系統分類一度存在爭議。馬列耶夫在1954年的研究中甚至將其化石誤認為大型龜類，並為此建立了獨立科：镰刀龙下目。隨著更多近緣種的發現，學界曾先後推測鐮刀龍及其親緣可能是蜥腳形亞目、過渡性的鳥臀目，或屬於獸腳類恐龍。經過長期的分類學爭論，目前已確認鐮刀龍隸屬於恐龍三大主要類群之一的獸腳亞目，並具體歸入手盜龍類。大多數系統發育分析均將其置於鐮刀龍科內部。
根據近緣種的重建推測，鐮刀龍獨特的前肢與身體構造常被認為與爪獸科及其他草食性哺乳動物存在趋同演化，顯示其取食方式可能相似。延長的手爪主要功能可能是拉近植被以便取食，而非用於攻擊或防禦，因其結構相對脆弱，但仍具有一定的威懾作用。此外，前肢骨骼結構顯示其能承受相當大的力量，說明這些肢體在日常生活中使用頻繁且功能強大。作為高大的植食性動物，鐮刀龍能有效取食高處枝葉，減少與其他植食恐龍的食物競爭，並可能因體型優勢對如特暴龍屬等掠食者形成壓制。

## 發現與種

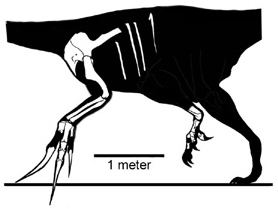
鐮刀龍已被發現的化石部位

鐮刀龍的第一個化石發現於1948年，是由一個蘇聯與蒙古組成的挖掘團隊所發現，發現於蒙古的耐梅蓋特層。這個挖掘團隊發現了數個巨大的指爪，經測量後發現有75公分長。在1954年，這種動物由蘇聯古生物學家葉夫根尼·馬列夫（Evgeny Maleev）命名為鐮刀龍屬（Therizinosaurus）。馬列夫認為鐮刀龍是種類似烏龜的大型爬行動物，身長約12公尺，而大型指爪是用來捕捉魚類。正模標本（編號PIN 551-483）是其中的指爪化石。然而，當時並不清楚這些化石屬於何種動物；直到50年代早期發現了更多的化石，例如更多的指爪，以及部分前肢與後肢。後來在1970年代，同為蘇聯古生物學家的羅特傑斯特文斯基提出鐮刀龍屬於獸腳亞目恐龍，而非烏龜的看法。
大約在羅特傑斯特文斯基提出恐龍說的同時，中國北部與蒙古都發現了數個鐮刀龍的近親，例如死神龍、慢龍，這些新物種都有助於釐清鐮刀龍類的演化位置。一直以來對於鐮刀龍類的祖先都有不同的理論被提出，有些科學家甚至提出鐮刀龍類是蜥腳形亞目後代的假設；也有學者認為鐮刀龍類根本不屬於蜥臀目或鳥臀目，而是自成另一個演化支。但最近幾年，隨著愈來愈多保存良好的化石發現，例如：1993年發表的阿拉善龍、與1996年發表的北票龍等，都呈現出類似鳥類的骨盆、腳部、頭顱，而這些都顯示鐮刀龍類可能屬於獸腳亞目的手盜龍類。

## 特徵

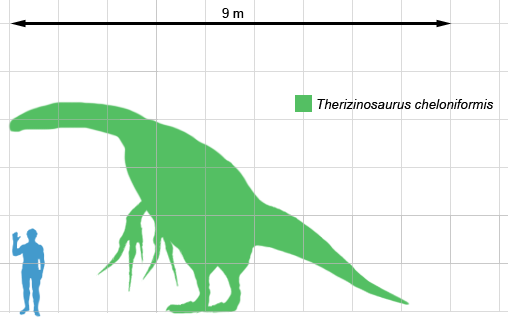
鐮刀龍與人類的體型相比

雖然鐮刀龍的化石並不完整，但可參考其他鐮刀龍科來重建其特徵。如同其近親，鐮刀龍擁有小型頭部與喙狀嘴，以及長頸部。鐮刀龍是二足恐龍，從寬廣的骨盆可看出牠們擁有寬廣的大型身體。手臂長度為2.5公尺，甚至可達3.5公尺。腳部上有4個腳趾，皆具承重性。第一趾爪略短，但與其他獸腳亞目不同，並未萎縮。2016年，美國現代古生物學先驅之一葛瑞格利·保羅（Gregory S. Paul）估計鐮刀龍的身長最高可達10公尺，體重至少有5噸。在鐮刀龍家族中是已知最大型的成員，甚至在手盜龍類中也位居第二（僅次於恐手龍）。
鐮刀龍最顯著的特徵是手部的三個巨大指爪，指爪長而彎曲、狹窄。鐮刀龍類普遍擁有大型指爪，而鐮刀龍的指爪最大，是已知動物裡的最大型指爪。指爪的化石並不完整，但這些指爪長度可能接近2到3呎，其中最長的是第二指爪。

## 古生物學

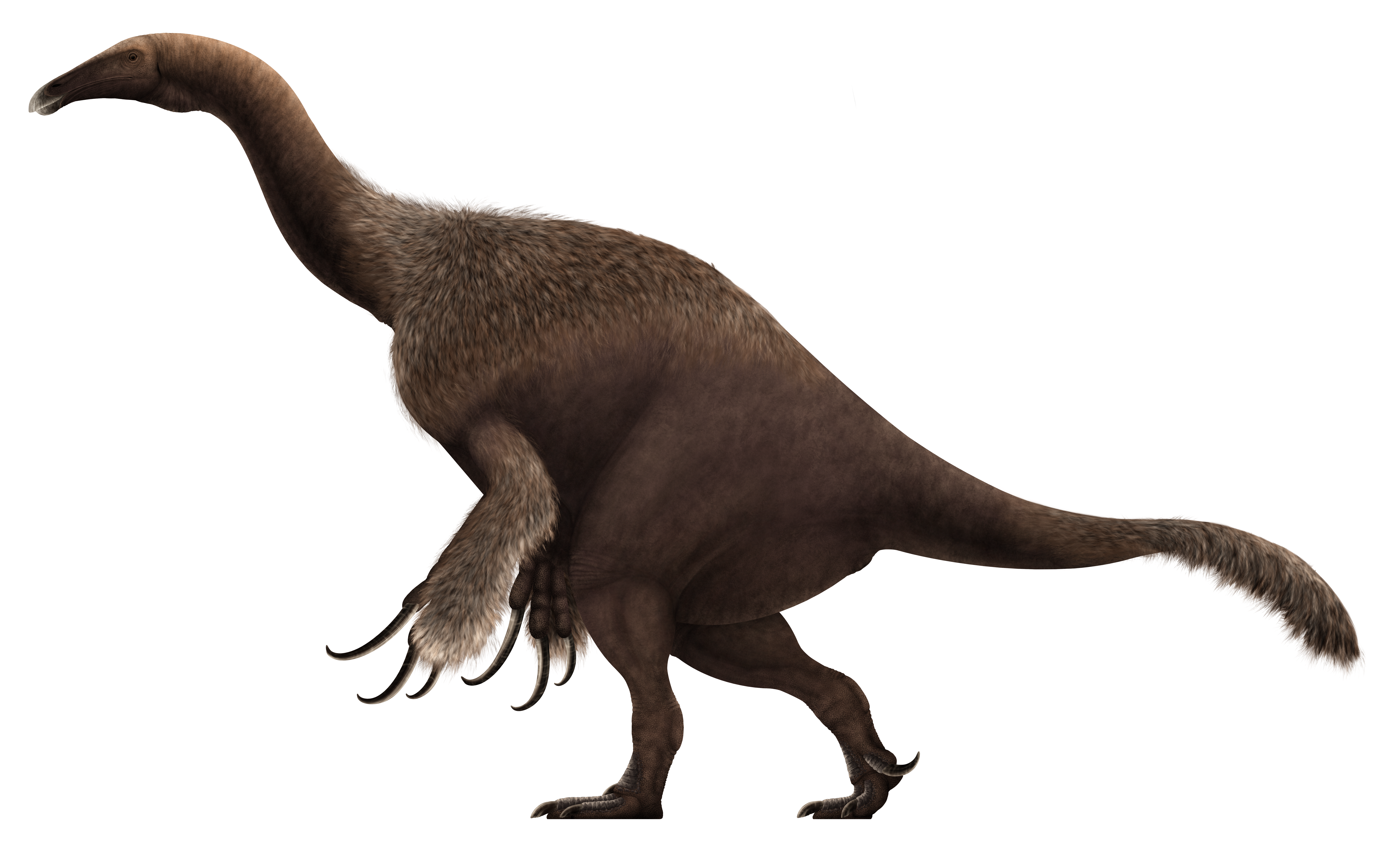
依據現有的化石繪製的鐮刀龍復原圖

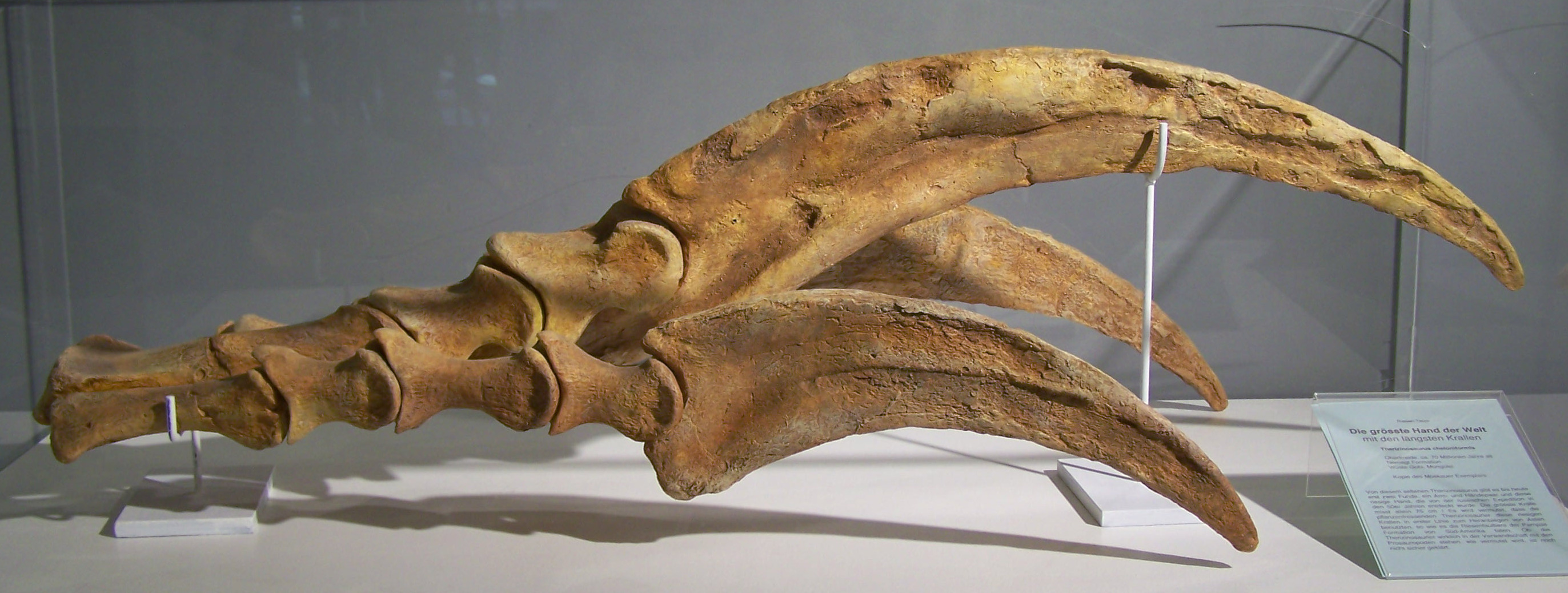
鐮刀龍的手掌化石模型

由於沒有發現顱骨，鐮刀龍的食性仍在爭論中，但牠們最可能是草食性動物，牠們使用大型指爪將樹葉送入嘴中。其他的假設認為牠們是以白蟻為食，使用指爪將大型白蟻塚挖開；但依照鐮刀龍的巨大體型來看，牠們似乎不太可能以昆蟲為食，而且牠們的寬廣嘴部與平坦牙齒顯示牠們應該是草食性動物。鐮刀龍被認為有者類似現代大猩猩或史前地懶的生活方式，使用牠們的長手臂與銳利指爪來抓取樹上的食物。
鐮刀龍的指爪可能還有其他功能，例如：抵抗掠食動物（如同時代的特暴龍）、或是物種內的競爭打鬥（可能為了領地或求偶）。或者，這些指爪也可能綜合了以上功能，而根據一項2023年的研究，鐮刀龍的指爪被認為只具有裝飾性質，幾乎沒有任何功用
由於鐮刀龍的近親北票龍已確定擁有羽毛，因此鐮刀龍身上很可能也覆有羽毛。

## 種系發生學
馬列夫在命名鐮刀龍時，將牠們歸類於鐮刀龍科，但他當時認為鐮刀龍是種奇特的巨大海龜，具有大型指爪。之後，鐮刀龍科、慢龍科被發現有相同範圍，而鐮刀龍科的命名時間較早，因此具有優先權。目前難以確定鐮刀龍科的內部關係，以及鐮刀龍下目與其他獸腳類恐龍的關係。除了鐮刀龍、慢龍、死神龍以外，還有年代較早的南雄龍、懶爪龍。

## 大眾文化
鐮刀龍出現於《與恐龍共舞特別篇》第二集中，主持人奈吉爾·馬文回到白堊紀晚期的耐梅蓋特沙漠尋找鐮刀龍，最後在一座湖畔發現一個小族群，其中一隻甚至與特暴龍展開短暫對峙。
鐮刀龍也出現在2022年6月上映的電影《侏羅紀世界：統霸天下》中，但該電影的鐮刀龍形象和習性皆與科學復原嚴重不符。片中的個體眼盲但領域性極強，會設法殺死任何進入領域範圍的動物。
2022年紀錄片《史前地球》第二集及第五集中登場了最新復原的鐮刀龍，片中的幼年鐮刀龍擁有能夠以前肢指爪爬樹的能力，為了嚐到一口蜂蜜鋌而走險。